# 알루미늄-26
알루미늄-26(26Al)은 알루미늄 동위 원소의 일종으로, 원자핵은 양성자 13개, 중성자 13개로 구성되어 있다. 알루미늄의 방사성 동위 원소 중 가장 반감기가 긴 핵종이며, 약 72만 년의 반감기를 거쳐 β+ 붕괴 또는 전자 포획을 통해 마그네슘-26으로 붕괴한다. 자연에서는 극미량 존재하며, 우주선과 아르곤 원자의 상호 작용으로 그 양이 유지된다. 규소-25와 인-27의 방사성 붕괴를 통해 생성될 수도 있다.
알루미늄-26은 감마선이나 X선을 방출하기도 하는데 이 때문에 보관할 때는 최소 5 cm 두께의 납 용기에 저장해야 하며 이동할 때도 특수 장비가 필요하다.

## 이용
알루미늄-26은 72만 년의 반감기를 거쳐 안정 동위 원소인 마그네슘-26으로 붕괴한다. 이를 이용하여 지구로 떨어지면서 우주선에 의해 알루미늄-26이 누적된 운석의 연대를 측정하는데 사용되며, 운석 외에도 해양 퇴적물, 빙하, 암석 속의 석영, 망간 단괴 등의 연대를 측정할 때도 쓰인다. 또, 베릴륨-10(10Be)과의 존재 비율을 측정하면 수십만 년에 걸쳐 일어난 물질의 이동을 파악하는데 쓰이기도 한다.

## 존재

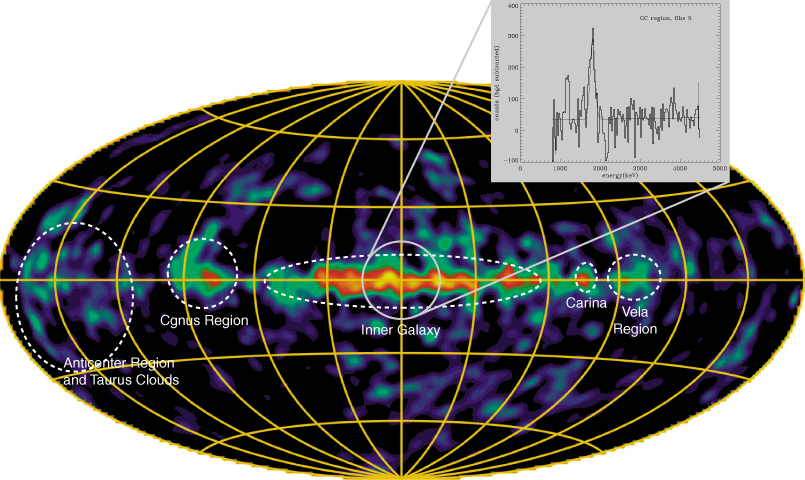
우리 은하의 ^{26}Al 분포

알루미늄-26은 초신성이 폭발하면서 방사성 핵종을 분출할 때 생성된다. 운석 연구에 따르면 태양계 초기 역사에서는 알루미늄-26이 비교적 풍부하게 존재하였을 것으로 보이며, 대다수의 과학자들은 알루미늄-26이 붕괴하면서 방출하는 에너지가 약 46억 년 전 소행성들의 표면이 녹고 행성 분화가 되는데 큰 영향을 미쳤을 것으로 짐작하고 있다. 대표적인 예로는 세레스와 베스타가 있으며 토성의 위성인 이아페투스의 적도 부분이 튀어나온 원인으로 추정되기도 한다.

## 역사
1954년 이전에는 알루미늄-26의 반감기가 6.3초인 것으로 알려져 있었다. 이후, 이 반감기 값이 이성질핵인 26mAl의 반감기로 알려지면서 바닥 상태의 알루미늄-26을 만들기 위해 사이클로트론에서 마그네슘-26과 마그네슘-25를 중수소와 충돌시키는 실험이 여러 차례 진행되어 현재와 같은 반감기 값이 알려져 있다.

## 같이 보기
- 알루미늄 동위 원소
- 마그네슘-26
- 양전자 방출
- 우주선 (물리)
- 행성 분화
- 방사능 연대 측정

| 가벼운 핵종 알루미늄-25 | 알루미늄의 동위 원소 | 무거운 핵종 알루미늄-27 |

| 어미핵종: 규소-26 인-27 | 알루미늄-26의 붕괴 사슬 | 딸핵종: 마그네슘-26 |